# HD 32518 b
HD 32518 b es un planeta extrasolar que orbita la estrella de tipo K HD 32518, localizado aproximadamente a 383 años luz, en la constelación de Camelopardalis.Este planeta tiene al menos 3 veces la masa de Júpiter y tarda 10,35 meses en completar su periodo orbital, con un semieje mayor de 0,59 UA.Este planeta fue descubierto usando el método de la velocidad radial el 12 de agosto de 2009. El astrónomo Wladimir Lyra (2009) ha propuesto Opalia como el nombre común posible para HD 32518 b.